# سانسا ایرلاینز
سانسا ایرلاینز (به انگلیسی: Sansa Airlines) یک شرکت هواپیمایی با کد یاتا RZ است که در تاریخ ۱۹۷۸ میلادی تأسیس شده است. دفتر مرکزی سانسا ایرلاینز در سان خوزه، کاستاریکا واقع شده‌است و قطب این شرکت هواپیمایی در فرودگاه بین‌المللی خوآن سانتاماریا قرار دارد و به ۱۲ مقصد، پرواز مستقیم انجام می‌دهد.